# When Pop Hits the Fan
Albums de Suite Chic
When Pop Hits the Lab
(2003)
Singles
When Pop Hits the Fan (écrit en capitales : WHEN POP HITS THE FAN) est le 1er et unique album original du projet collaboratif temporaire Suite Chic, avec Namie Amuro au chant et divers artistes de la scène hip-hop / RnB japonaise.
L'album sort le 26 février 2003 au Japon sur le label Avex Trax.  Il atteint la 4e place du classement de l'Oricon, et reste classé pendant 17 semaines, pour un total de 189 335 exemplaires vendus durant cette période. Il contient les quatre titres sortis précédemment sur les deux singles "double face A" Good Life / Just Say So et Uh Uh,,,,,, / Baby Be Mine.
Il sortira aussi au format double disque vinyle en édition limitée deux mois plus tard, le 30 avril 2003. Certains titres de l'album seront remixés sur l'album When Pop Hits the Lab qui sort en mars suivant.

## Liste des titres
| 1.  | hits the fan                 |  |
| 2.  | What's on your mind feat.XBS |  |
| 3.  | GOOD LIFE feat.FIRSTKLAS     |  |
| 4.  | baby be mine                 |  |
| 5.  | We got time                  |  |
| 6.  | Without me                   |  |
| 7.  | segway                       |  |
| 8.  | DAMN FIGHT                   |  |
| 9.  | Not This Time                |  |
| 10. | WHAT IF feat.VERBAL          |  |
| 11. | "Uh Uh,,,,,," feat.AI        |  |
| 12. | SING MY LIFE feat.DABO       |  |
| 13. | ain't yours                  |  |
| 14. | segway                       |  |
| 15. | SIGNS OF LIFE                |  |
| 16. | Just Say So feat.VERBAL      |  |
| 17. | sweet and chic               |  |

Vinyle
| 1. | hits the fan                 |  |
| 2. | What's on your mind feat.XBS |  |
| 3. | GOOD LIFE feat.FIRSTKLAS     |  |
| 4. | baby be mine                 |  |

| 1. | We got time |  |
| 2. | Without me  |  |
| 3. | segway      |  |
| 4. | DAMN FIGHT  |  |

| 1. | Not This Time          |  |
| 2. | WHAT IF feat.VERBAL    |  |
| 3. | "Uh Uh,,,,,," feat.AI  |  |
| 4. | SING MY LIFE feat.DABO |  |

| 1. | ain't yours             |  |
| 2. | segway                  |  |
| 3. | SIGNS OF LIFE           |  |
| 4. | Just Say So feat.VERBAL |  |
| 5. | sweet and chic          |  |